# Aleksander Balcerowski
Aleksander Roman Balcerowski, detto Olek (Świdnica, 19 novembre 2000), è un cestista polacco di formazione spagnola.

## Carriera
Con la Polonia ha disputato i Campionati mondiali del 2019 e i Campionati europei del 2022.

## Statistiche

### Eurolega
| Anno       | Squadra       | PG | PT | MP   | TC%  | 3P%  | TL%  | RP  | AP  | PRP | SP  | PP  |
| ---------- | ------------- | -- | -- | ---- | ---- | ---- | ---- | --- | --- | --- | --- | --- |
| 2018-2019  | Gran Canaria  | 6  | 2  | 12,3 | 43,8 | 40,0 | -    | 1,7 | 0,3 | 0,3 | 0,3 | 3,0 |
| 2023-2024† | Panathīnaïkos | 24 | 9  | 7,6  | 52,3 | 11,1 | 70,0 | 1,3 | 0,3 | 0,2 | 0,4 | 2,8 |
| Carriera   | Carriera      | 30 | 11 | 8,5  | 50,0 | 26,3 | 70,0 | 1,4 | 0,3 | 0,3 | 0,4 | 2,9 |

### Eurocup
| Anno       | Squadra      | PG | PT | MP   | TC%  | 3P%  | TL%  | RP  | AP  | PRP | SP  | PP  |
| ---------- | ------------ | -- | -- | ---- | ---- | ---- | ---- | --- | --- | --- | --- | --- |
| 2017-2018  | Gran Canaria | 2  | 0  | 3,3  | 50,0 | -    | -    | 1,0 | 0,0 | 0,5 | 0,5 | 1,0 |
| 2020-2021  | Gran Canaria | 15 | 2  | 13,8 | 60,3 | 14,3 | 73,7 | 3,7 | 0,8 | 0,5 | 0,7 | 6,5 |
| 2021-2022  | Gran Canaria | 7  | 4  | 14,9 | 56,1 | 44,4 | 63,6 | 1,9 | 0,6 | 0,3 | 0,3 | 8,1 |
| 2022-2023† | Gran Canaria | 22 | 16 | 17,0 | 64,9 | 40,9 | 69,2 | 3,8 | 0,8 | 0,5 | 1,0 | 8,6 |
| Carriera   | Carriera     | 46 | 22 | 15,0 | 61,7 | 36,8 | 69,5 | 3,3 | 0,7 | 0,5 | 0,8 | 7,5 |

## Palmarès

### Squadra
- Campionato greco: 1

Panathinaikos: 2023-2024
- Copa del Rey: 1

Málaga: 2025
- Supercoppa spagnola: 1

Málaga: 2024
- Eurocup: 1

Gran Canaria: 2022-2023
- Eurolega: 1

Panathinaikos: 2023-2024
- Basketball Champions League: 1

Málaga: 2024-2025
- Coppa Intercontinentale: 1

Málaga: 2024

### Individuale
- Eurocup Rising Star: 2

Gran Canaria: 2020-2021, 2022-2023